# Ole Anton Qvam
Ole Anton Qvam (né à Molde le 5 août 1834 et mort le 8 juillet 1904 à Steinkjer) était un homme d'État du parti Venstre et ministre norvégien.

## Gouvernement Steen I
C'est durant le gouvernement Steen I que Qvam a connu sa première expérience de ministre.
- Ministre de la Justice (6 mars 1891 - 1er mai 1893)

## Gouvernement Steen II
Durant le gouvernement Steen II, Qvam a occupé plusieurs ministères (parfois en même temps).
- Ministre de la Justice (17 février 1898 - 31 mars 1899)
- Ministre de l'Intérieur (1er avril 1899 - 28 février 1900)
- Ministre de l'Agriculture (31 mars 1900 - 5 novembre 1900)
- Ministre de la Justice (6 novembre 1900 - 20 avril 1902)

## Gouvernement Blehr I
Il fut représentant du chef du gouvernement Blehr I, soit le poste le plus important de sa carrière. Il démissionnera en raison de problème de santé.
- Représentant du Premier Ministre à Stockholm (21 avril 1902 - 21 octobre 1903)